# 法布里齐娅·多塔维奥

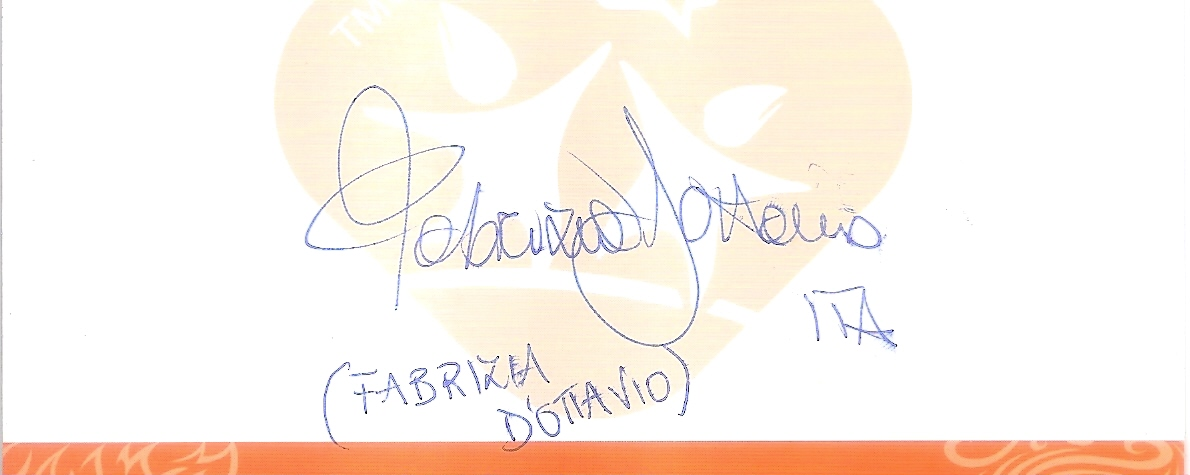
法布里齐娅·多塔维奥的簽名

法布里齐娅·多塔维奥（義大利語：Fabrizia D'Ottavio，1985年2月3日—），意大利女子艺术体操运动员。她曾代表意大利获得2004年夏季奥运会体操比赛女子团体全能银牌。她也参加了2008年夏季奥运会。